# Malik Dime
Pape Malik Dime (Dakar, Senegal, 6 de octubre de 1992) es un jugador de baloncesto venezolano que pertenece a la plantilla de Gladiadores de Anzoátegui de la Superliga Profesional de Baloncesto de Venezuela. Con 2,10 metros de estatura, juega en las posiciones de ala-pívot y pívot.

## Trayectoria
Es un jugador senegalés con formación universitaria norteamericana que después de terminar la escuela secundaria en New Hope Christian Academy decidió jugar baloncesto universitario para la universidad Indian Hils. Como estudiante de segundo año, promedió 10.8 puntos y 7.1 rebotes y 3.3 bloqueos por partido en 30 partidos, haciendo el 60.7 por ciento de sus tiros desde el triple. 
En su temporada júnior, fue traspasado a Washington Huskies, donde permaneció durante dos temporadas. En su segunda temporada en Washington, Dime se convirtió en el capitán del equipo y promedió 5.5 puntos, 5.4 rebotes y 2.4 bloqueos por partido en 20 partidos.
Después de no ser seleccionado en el Draft de la NBA 2017, Dime se unió a Northern Arizona Suns, en el que jugó hasta diciembre de 2017, después de jugar solo 7 partidos. 
En enero de 2018, Dime da el salto a Europa para jugar en las filas del Vogošća de la Liga de Bosnia, donde promedia 14,4 puntos, 9,1 rebotes y 4,1 tapones por partido. 
La siguiente temporada, firmó con el Ura Basket de la Korisliiga con el que promedia 16,6 puntos, 12,6 rebotes y 3,3 tapones por partido, en el que dejó el club en diciembre de 2018 y se unió al Rilski Sportist búlgaro, aportando 13,1 puntos y 8,6 rebotes por partido.
En verano de 2019, se marcha a Venezuela para jugar en el Guaros de Lara.
El 13 de octubre de 2019, firmó con BC Kiev de la SuperLeague ucraniana, pero dejó el equipo después de solo disputar un partido. 
El 16 de noviembre de 2019, firmó por el Lavrio B.C. de la A1 Ethniki, aportando 8,5 puntos, 5,4 rebotes y 1,4 tapones por partido.
En julio de 2020, llega a España para jugar en las filas del Bàsquet Club Andorra de la Liga Endesa firmando un contrato por una temporada más otra opcional. Tras una temporada en el equipo, el club rescinde su contrato.
El 30 de agosto de 2021, firma por el Maccabi Rishon LeZion de la Ligat Winner.
El 2 de diciembre de 2021, firma por el Vanoli Cremona de la Lega Basket Serie A, la primera categoría del baloncesto italiano.
En marzo de 2025 se anunció su regreso a los Gladiadores de Anzoátegui de la Superliga Profesional de Baloncesto de Venezuela, proveniente desde Indonesia.

## Selección nacional
Dime es miembro de la selección de baloncesto de Senegal. Disputó el Afrobasket 2021, torneo en el que su equipo finalizó en la tercera ubicación. 